# Maraussan
Maraussan [ma.ʁɔ.sɑ̃] (en occitan Marauçan [ma.raw.'san]) est une commune française située dans le sud du département de l'Hérault en région Occitanie.
Exposée à un climat méditerranéen, elle est drainée par l'Orb, le Lirou et par divers autres petits cours d'eau. La commune possède un patrimoine naturel remarquable composé d'une zone naturelle d'intérêt écologique, faunistique et floristique.
Maraussan est une commune urbaine qui compte 4 693 habitants en 2022, après avoir connu une forte hausse de la population depuis 1962. Elle est dans l'agglomération de Béziers et fait partie de l'aire d'attraction de Béziers. Ses habitants sont appelés les Maraussanais ou  Maraussanaises.

## Géographie

### Localisation
Commune de l'aire d'attraction de Béziers située dans son pôle urbain située à l'ouest du département de l'Hérault, au nord-ouest de Béziers en Biterrois.

### Communes limitrophes
Les communes limitrophes sont  Béziers, Cazouls-lès-Béziers, Lignan-sur-Orb, Maureilhan et Thézan-lès-Béziers.
| Cazouls-lès-Béziers (4.92 / 5,39 km)                                              | Murviel-lès-Béziers (7.89 / 12,02 km) | Thézan-lès-Béziers (5.96 / 9,58 km) Lignan-sur-Orb (2.12 / 4,62 km) |
| Puisserguier (9.15 / 10,71 km)                                                    | Maraussan                             | Boujan-sur-Libron (7.64 / 10,86 km)                                 |
| Maureilhan (3.06 / 4,34 km) Montady (4.50 / 9,35 km) Colombiers (6.28 / 11,05 km) | Narbonne-Plage (23.32 / 35,22 km)     | Béziers (5.96 / 9,88 km) Lespignan (10.68 / 13,12 km)               |

### Géologie et relief
Le relief est typique de la plaine languedocienne : des collines dispersées sur le territoire communal et une vaste plaine qui s'étend jusqu'aux rives de l'Orb.
La superficie de la commune est de 1 237 hectares ; son altitude varie de 8  à   92 mètres.

### Hydrographie
La commune est arrosée par l'Orb et ses affluents le Lirou et le ruisseau du Merdanson qui traversé le village.

### Climat
Pour des articles plus généraux, voir Climat de l'Occitanie et Climat de l'Hérault.
En 2010, le climat de la commune est de type climat méditerranéen franc, selon une étude s'appuyant sur une série de données couvrant la période 1971-2000. En 2020, Météo-France publie une typologie des climats de la France métropolitaine dans laquelle la commune est exposée à un climat méditerranéen et est dans la région climatique  Provence, Languedoc-Roussillon, caractérisée par une pluviométrie faible en été, un très bon ensoleillement (2 600 h/an), un été chaud (21,5 °C), un air très sec en été, sec en toutes saisons, des vents forts (fréquence de 40 à 50 % de vents > 5 m/s) et peu de brouillards.
Pour la période 1971-2000, la température annuelle moyenne est de 14,9 °C, avec une amplitude thermique annuelle de 16 °C. Le cumul annuel moyen de précipitations est de 649 mm, avec 5,4 jours de précipitations en janvier et 2,4 jours en juillet. Pour la période 1991-2020, la température moyenne annuelle observée sur la station météorologique la plus proche, située sur la commune de Béziers à 5 km à vol d'oiseau, est de 15,5 °C et le cumul annuel moyen de précipitations est de 585,0 mm,. Pour l'avenir, les paramètres climatiques de la commune estimés pour 2050 selon différents scénarios d’émission de gaz à effet de serre sont consultables sur un site dédié publié par Météo-France en novembre 2022.

### Milieux naturels et biodiversité

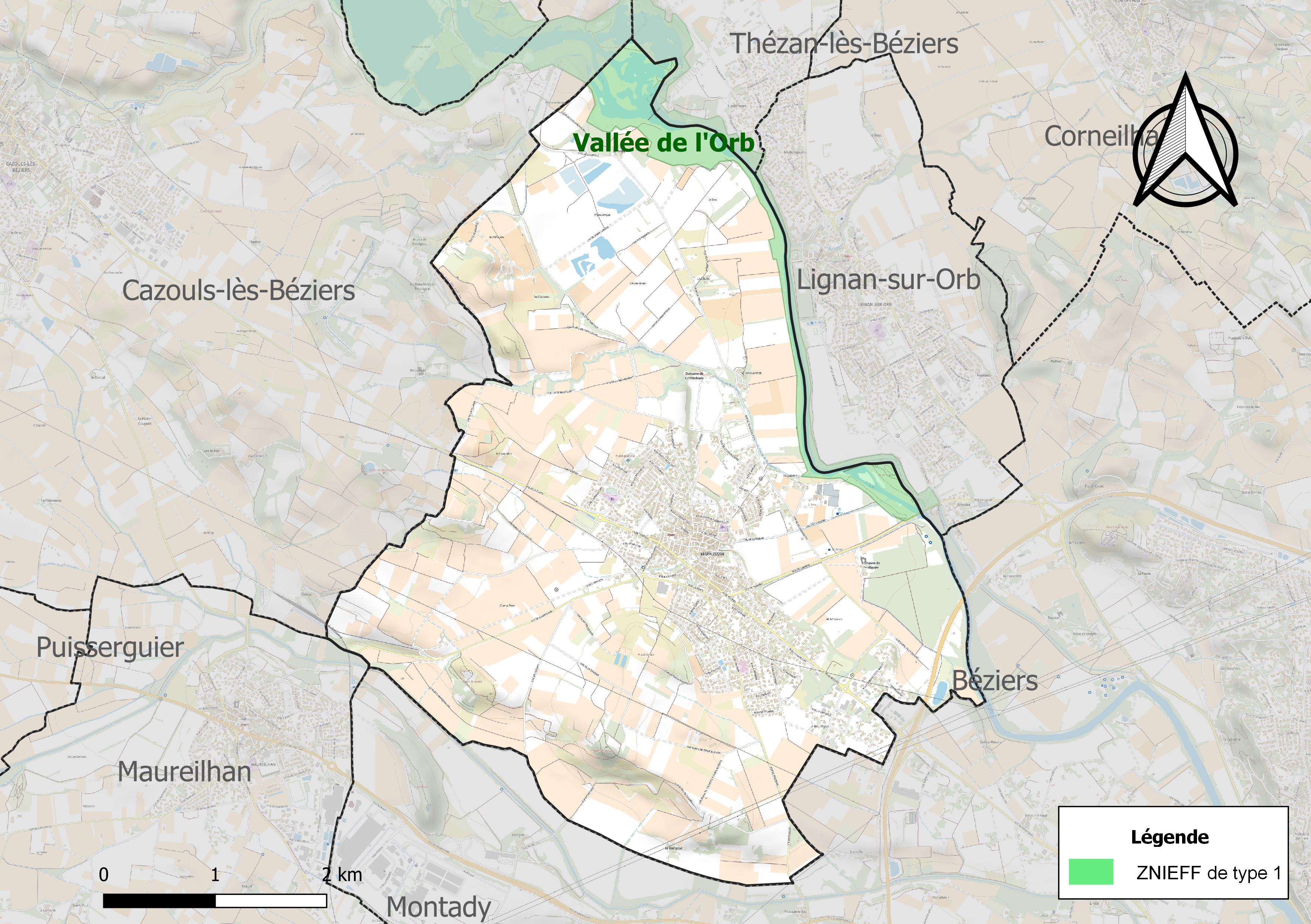
Carte de la ZNIEFF de type 1 localisée sur la commune.

L’inventaire des zones naturelles d'intérêt écologique, faunistique et floristique (ZNIEFF) a pour objectif de réaliser une couverture des zones les plus intéressantes sur le plan écologique, essentiellement dans la perspective d’améliorer la connaissance du patrimoine naturel national et de fournir aux différents décideurs un outil d’aide à la prise en compte de l’environnement dans l’aménagement du territoire.
Une ZNIEFF de type 1 est recensée sur la commune :
la « vallée de l'Orb » (634 ha), couvrant 8 communes du département.

## Urbanisme

### Typologie
Au 1er janvier 2024, Maraussan est catégorisée ceinture urbaine, selon la nouvelle grille communale de densité à sept niveaux définie par l'Insee en 2022.
Elle appartient à l'unité urbaine de Béziers, une agglomération intra-départementale regroupant cinq  communes, dont elle est une commune de la banlieue,,. Par ailleurs la commune fait partie de l'aire d'attraction de Béziers, dont elle est une commune de la couronne,. Cette aire, qui regroupe 53 communes, est catégorisée dans les aires de 50 000 à moins de 200 000 habitants,.

### Occupation des sols
L'occupation des sols de la commune, telle qu'elle ressort de la base de données européenne d’occupation biophysique des sols Corine Land Cover (CLC), est marquée par l'importance des territoires agricoles (78,2 % en 2018), en diminution par rapport à 1990 (85,6 %). La répartition détaillée en 2018 est la suivante : 
cultures permanentes (46,4 %), zones agricoles hétérogènes (29,8 %), zones urbanisées (15,8 %), mines, décharges et chantiers (2,8 %), terres arables (2,1 %), forêts (2 %), eaux continentales (1,2 %). L'évolution de l’occupation des sols de la commune et de ses infrastructures peut être observée sur les différentes représentations cartographiques du territoire : la carte de Cassini (XVIIIe siècle), la carte d'état-major (1820-1866) et les cartes ou photos aériennes de l'IGN pour la période actuelle (1950 à aujourd'hui).

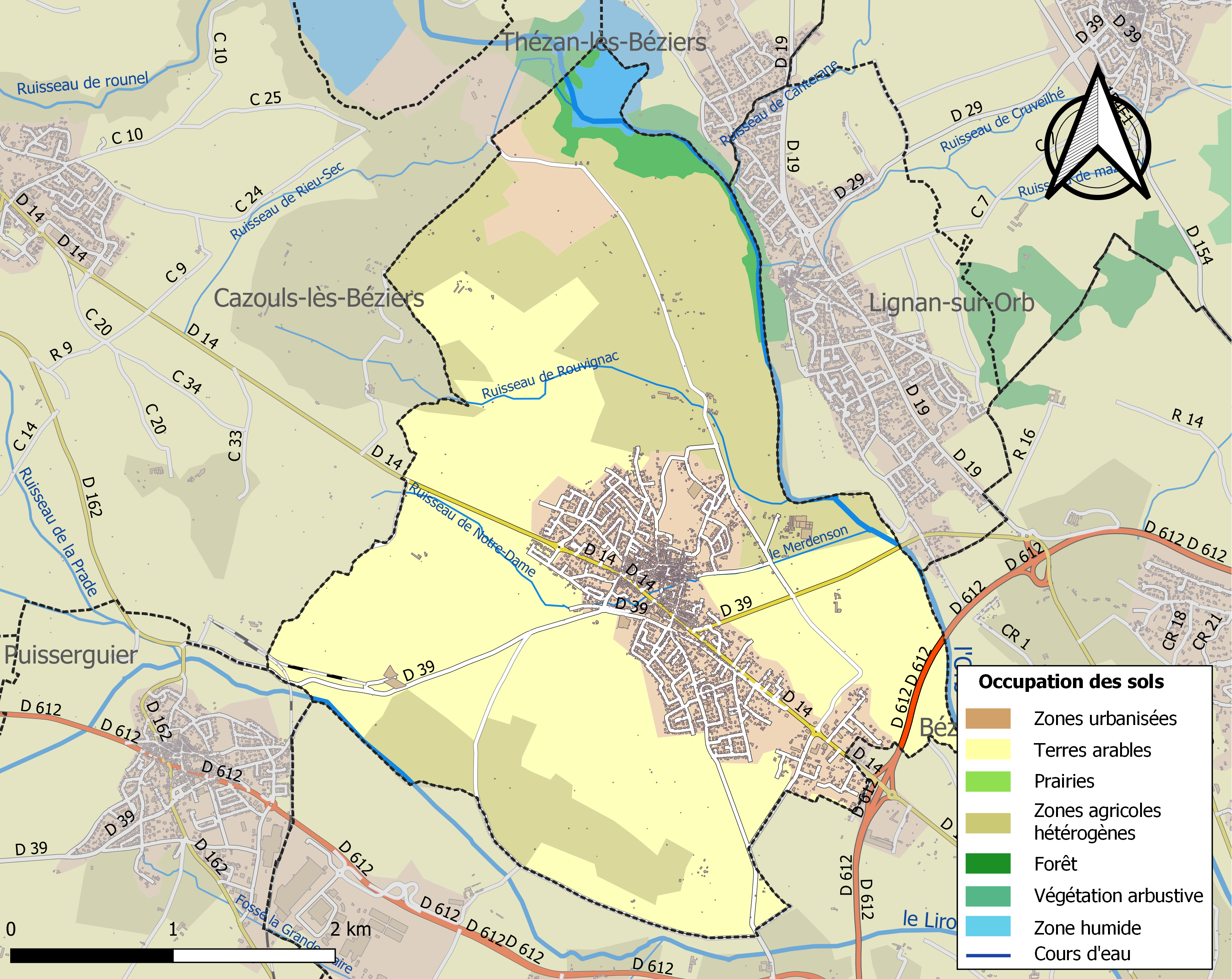
Carte des infrastructures et de l'occupation des sols de la commune en 2018 (CLC).

### Voies de communication et transports
Accès avec les routes départementales D 612 (rocade de Béziers) et D 14.
- Par l'autobus : lignes régulières de transport interurbain Hérault Transport
  - Bus 643, qui relie Béziers à Roquebrun en passant par Maraussan.
- Par le train : TER Occitanie, gare de Béziers
- Par l'avion : aéroport de Béziers-Cap d'Agde.

### Risques majeurs
Le territoire de la commune de Maraussan est vulnérable à différents aléas naturels : météorologiques (tempête, orage, neige, grand froid, canicule ou sécheresse), inondations et séisme (sismicité faible). Il est également exposé à deux risques technologiques,  le transport de matières dangereuses et la rupture d'un barrage. Un site publié par le BRGM permet d'évaluer simplement et rapidement les risques d'un bien localisé soit par son adresse soit par le numéro de sa parcelle.

#### Risques naturels
La commune fait partie du territoire à risques importants d'inondation (TRI) de Béziers-Agde, regroupant 15 communes autour des bassins de vie de Béziers et d'Agde, un des 31 TRI qui ont été arrêtés fin 2012 sur le bassin Rhône-Méditerranée, retenu au regard des submersions marines et des débordements de cours d’eau,  notamment d'ouest en est, de l'Orb, du Libron et de l'Hérault. Les crues historiques antérieures à 2019 les plus significatives sont celles du 26 septembre 1907, un épisode généralisé sur la quasi-totalité du bassin, et du 30 septembre 1958, un épisode cévenol en partie supérieure du bassin. Des cartes des surfaces inondables ont été établies pour trois scénarios : fréquent (crue de temps de retour de 10 ans à 30 ans), moyen (temps de retour de 100 ans à 300 ans) et extrême (temps de retour de l'ordre de 1 000 ans, qui met en défaut tout système de protection). La commune a été reconnue en état de catastrophe naturelle au titre des dommages causés par les inondations et coulées de boue survenues en 1982, 1987, 1992, 1995, 1996 et 2019,.
Maraussan est exposée au risque de feu de forêt du fait de la présence sur son territoire. Un plan départemental de protection des forêts contre les incendies (PDPFCI) a été approuvé en juin 2013 et court jusqu'en 2022, où il doit être renouvelé. Les mesures individuelles de prévention contre les incendies sont précisées par deux arrêtés préfectoraux et s’appliquent dans les zones exposées aux incendies de forêt et à moins de 200 mètres de celles-ci. L’arrêté du 25 avril 2002 réglemente l'emploi du feu en interdisant notamment d’apporter du feu, de fumer et de jeter des mégots de cigarette dans les espaces sensibles et sur les voies qui les traversent sous peine de sanctions. L'arrêté du 11 mars 2013 rend le débroussaillement obligatoire, incombant au propriétaire ou ayant droit,.

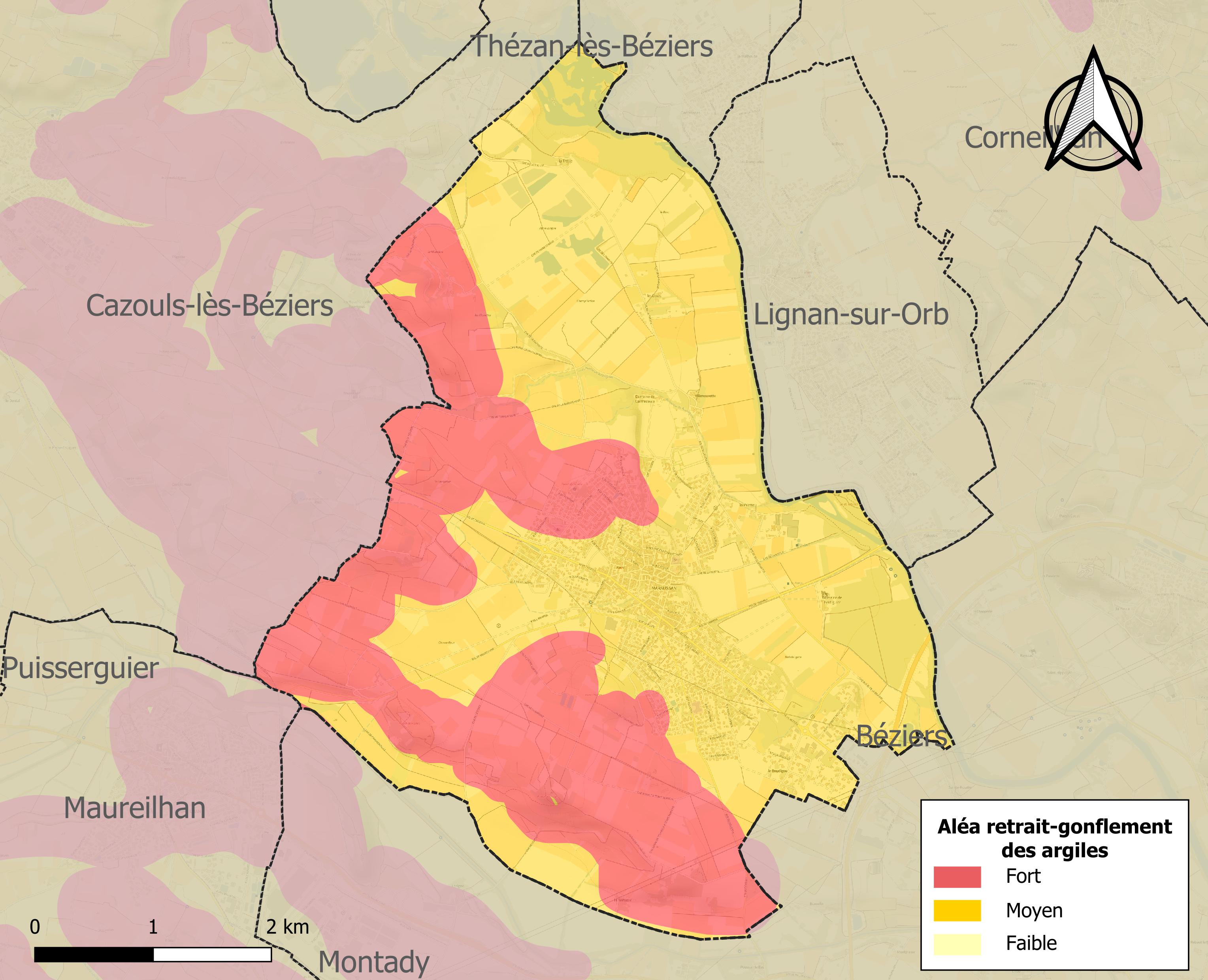
Carte des zones d'aléa retrait-gonflement des sols argileux de Maraussan.

Le retrait-gonflement des sols argileux est susceptible d'engendrer des dommages importants aux bâtiments en cas d’alternance de périodes de sécheresse et de pluie. La totalité de la commune est en aléa moyen ou fort (59,3 % au niveau départemental et 48,5 % au niveau national). Sur les 1 748 bâtiments dénombrés sur la commune en 2019, 1 748 sont en aléa moyen ou fort, soit 100 %, à comparer aux 85 % au niveau départemental et 54 % au niveau national. Une cartographie de l'exposition du territoire national au retrait gonflement des sols argileux est disponible sur le site du BRGM,.
Par ailleurs, afin de mieux appréhender le risque d’affaissement de terrain, l'inventaire national des cavités souterraines permet de localiser celles situées sur la commune.

#### Risques technologiques
Le risque de transport de matières dangereuses sur la commune est lié à sa traversée par des infrastructures routières ou ferroviaires importantes ou la présence d'une canalisation de transport d'hydrocarbures. Un accident se produisant sur de telles infrastructures est susceptible d’avoir des effets graves sur les biens, les personnes ou l'environnement, selon la nature du matériau transporté. Des dispositions d’urbanisme peuvent être préconisées en conséquence.
La commune est en outre située en aval du Barrage des monts d'Orb, un ouvrage de classe A sur l'Orb, mis en service en 1961 et disposant d'une retenue de 30,6 millions de mètres cubes. À ce titre elle est susceptible d’être touchée par l’onde de submersion consécutive à la rupture de cet ouvrage.

## Toponymie
Attestée sous les formes terminio...Marenciani en 897, Petrus de Maranciano en 1067 ou 1187, ecclesie de Maranciano (1123), castrum de Maranciano (1247), sous la forme languedocienne Marausano en 1323, transformée en Maraussan en 1571.
Domaine gallo-romain, gentilice latin Maurentius + suffixe -anum; réduction normale -au- > -a-.

## Histoire

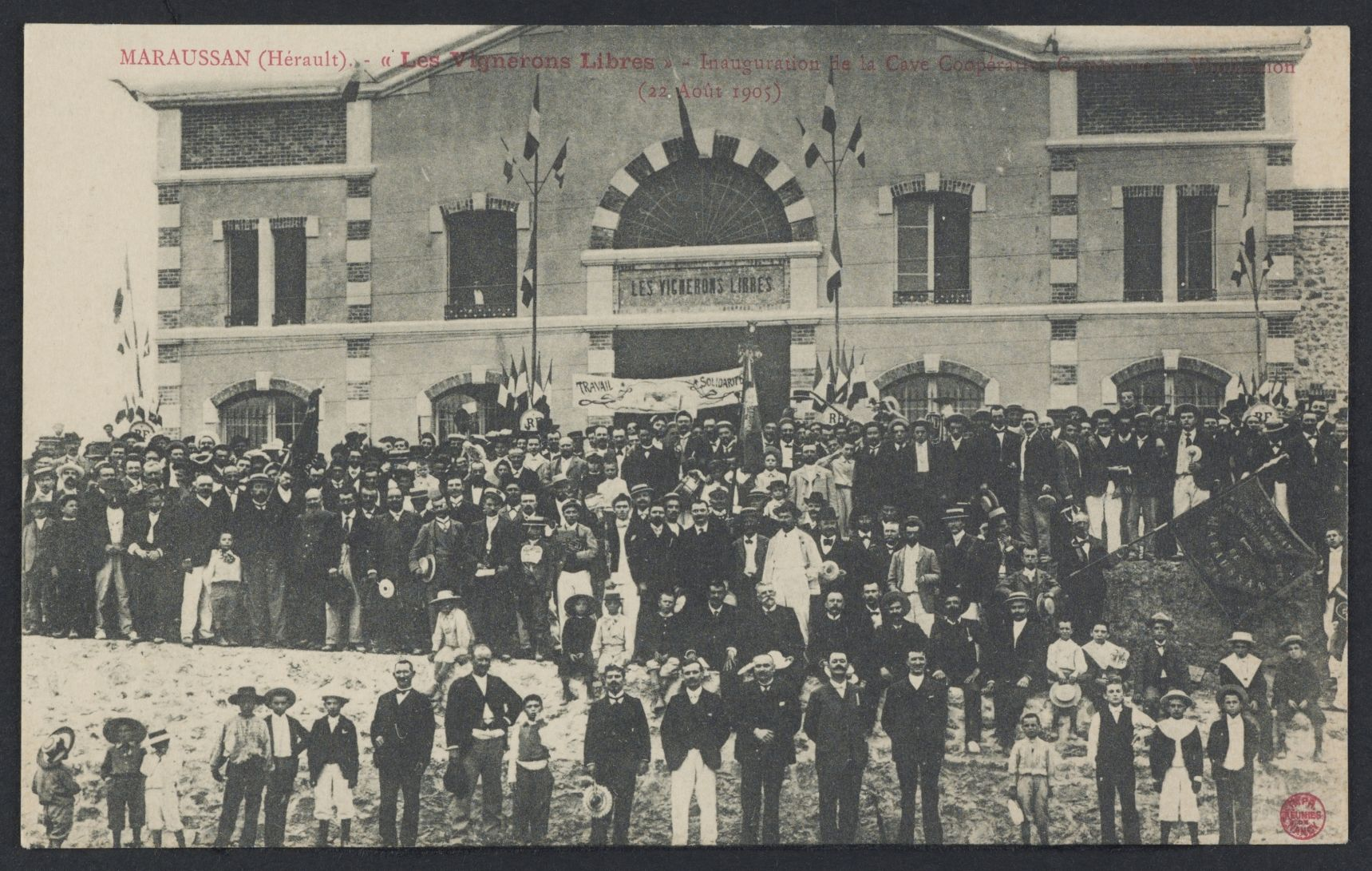
Carte postale de l'inauguration de la cave coopérative (1905).

- 1230 Construction de l’église actuelle par l’évêque de Béziers qui s’installe à Villenouvette.
- 1375  Jean de Perdiguier fait construire le « Château de Perdiguier », en agrandissant la bastide « En Auger ».
- 1626 Construction de la maison consulaire (ancienne  mairie).
- 1820 La production de muscat est 7 000 hl. Durant ces années, c’est la production phare qui, par sa qualité, fait la réputation du village.
- 1872 Ouverture de l'école de garçons, actuelle école maternelle Plan Jules Ferry.
- 1877 Ouverture de l'école des filles.
- 1891 Maraussan est raccordé au réseau ferroviaire par les Chemins de fer de l'Hérault et voit la construction du pont de Tabarka et de la gare située à l’emplacement de l’actuelle poste.
- 1901 Alors que se profile la révolte des vignerons de 1907, quelques petits vignerons se regroupent et fondent « Les Vignerons Libres » dans une remise située avenue de Cazouls. Leur but est de vinifier et vendre le vin en commun au meilleur prix en s’affranchissant des négociants.
- 1er mai 1905, Jean Jaurès visite la cave coopérative en construction. Son discours est  publié dans l’Humanité du 7 mai 1905.
- De 1942 à 1944, les Allemands occupent le village. Les écoles réquisitionnées servent de cantonnement. Le « Groupe Arnal » voit le jour et participe à la libération de Béziers
- Après la guerre, le village est raccordé au réseau électrique.
- En 1969, les rues pavées sont éventrées pour installer le tout-à-l’égout.
- Dans les années 1970, le premier lotissement « le flanc des coteaux » sort de terre. Les Maraussanais d'alors le baptisent « Casablanca » en raison de ses toits terrasse. D’autres vont suivre. Le village s’étend inexorablement. Le mouvement se poursuit de nos jours au détriment de terres agricoles fertiles.
- Vers la fin du XXe siècle, la baisse de consommation de vin fait chuter le nombre de  viticulteurs. La coopérative de vinification ferme en 2001, le village perd sa ruralité.

## Politique et administration

### Administration municipale
Le nombre d'habitants au recensement de 2011 étant compris entre 3 500 habitants et 4 999 habitants au dernier recensement, le nombre de membres du conseil municipal est de vingt sept,.

### Rattachements administratifs et électoraux
Maraussan fait partie de l'arrondissement de Béziers de la communauté de communes la Domitienne et du canton de Cazouls-lès-Béziers (avant le redécoupage départemental de 2014, Maraussan faisait partie de l'ex-canton de Béziers-3 ).

## Population et société

### Démographie
L'évolution du nombre d'habitants est connue à travers les recensements de la population effectués dans la commune depuis 1793. Pour les communes de moins de 10 000 habitants, une enquête de recensement portant sur toute la population est réalisée tous les cinq ans, les populations de référence des années intermédiaires étant quant à elles estimées par interpolation ou extrapolation. Pour la commune, le premier recensement exhaustif entrant dans le cadre du nouveau dispositif a été réalisé en 2006.

En 2022, la commune comptait 4 693 habitants, en évolution de +10,58 % par rapport à 2016 (Hérault : +7,49 %, France hors Mayotte : +2,11 %).
| 1793 | 1800 | 1806 | 1821 | 1831 | 1836 | 1841 | 1846 | 1851 |
| ---- | ---- | ---- | ---- | ---- | ---- | ---- | ---- | ---- |
| 502  | 684  | 694  | 745  | 917  | 993  | 969  | 981  | 976  |

| 1856 | 1861  | 1866  | 1872  | 1876  | 1881  | 1886  | 1891  | 1896  |
| ---- | ----- | ----- | ----- | ----- | ----- | ----- | ----- | ----- |
| 947  | 1 056 | 1 113 | 1 172 | 1 372 | 1 384 | 1 518 | 1 670 | 1 719 |

| 1901  | 1906  | 1911  | 1921  | 1926  | 1931  | 1936  | 1946  | 1954  |
| ----- | ----- | ----- | ----- | ----- | ----- | ----- | ----- | ----- |
| 1 866 | 1 920 | 1 939 | 1 671 | 1 656 | 1 697 | 1 621 | 1 508 | 1 562 |

| 1962  | 1968  | 1975  | 1982  | 1990  | 1999  | 2006  | 2011  | 2016  |
| ----- | ----- | ----- | ----- | ----- | ----- | ----- | ----- | ----- |
| 1 585 | 1 655 | 2 088 | 2 154 | 2 336 | 2 782 | 3 180 | 3 905 | 4 244 |

| 2021  | 2022  | - | - | - | - | - | - | - |
| ----- | ----- | - | - | - | - | - | - | - |
| 4 671 | 4 693 | - | - | - | - | - | - | - |

| selon la population municipale des années : | 1968 | 1975 | 1982 | 1990 | 1999 | 2006 | 2009 | 2013 |
| Rang de la commune dans le département      | 56   | 46   | 54   | 64   | 62   | 60   | 56   | 53   |
| Nombre de communes du département           | 343  | 340  | 343  | 343  | 343  | 343  | 343  | 343  |

### Santé
La commune dispose d'une pharmacie et possède une maison de retraite du type EHPAD : Résidence Terre-Blanche.

### Enseignement
Maraussan fait partie de l'académie de Montpellier.
L'éducation est assurée sur la commune par une maternelle et une école élémentaire.
Ainsi qu'un collège Calandreta.

### Culture
Maraussan dispose d'une bibliothèque, d'un syndicat d'initiative et d'un office de tourisme.

### Activités sportives
Le Racing club Maraussanais a été demi-finaliste du championnat de France de rugby à XV de 3e série en 1928, ASM champion du championnat de France de rugby à XV de 3e série en 1998 et Championnat de France de rugby à XV de 3e division fédérale 2018-2019, halle aux sports.
La commune dispose également de salles accueillant diverses activités sportives et d'un club de tennis très actif

### Écologie et recyclage
La commune a de nombreux conteneurs de tri répartis sur la commune
La commune a également des jardins partagés

## Économie

### Revenus
En 2018, la commune compte 1 907 ménages fiscaux, regroupant 4 592 personnes. La médiane du revenu disponible par unité de consommation est de 20 620 € (20 330 € dans le département). 44 % des ménages fiscaux sont imposés (45,8 % dans le département).

### Emploi
|                | 2008   | 2013   | 2018   |
| -------------- | ------ | ------ | ------ |
| Commune        | 8 %    | 9,7 %  | 10,9 % |
| Département    | 10,1 % | 11,9 % | 12 %   |
| France entière | 8,3 %  | 10 %   | 10 %   |

En 2018, la population âgée de 15 à 64 ans s'élève à 2 561 personnes, parmi lesquelles on compte 75,7 % d'actifs (64,8 % ayant un emploi et 10,9 % de chômeurs) et 24,3 % d'inactifs,. En  2018, le taux de chômage communal (au sens du recensement) des 15-64 ans est inférieur à celui du département, mais supérieur à celui de la France, alors qu'en 2008 il était inférieur à celui de la France.
La commune fait partie de la couronne de l'aire d'attraction de Béziers, du fait qu'au moins 15 % des actifs travaillent dans le pôle,. Elle compte 719 emplois en 2018, contre 699 en 2013 et 639 en 2008. Le nombre d'actifs ayant un emploi résidant dans la commune est de 1 685, soit un indicateur de concentration d'emploi de 42,7 % et un taux d'activité parmi les 15 ans ou plus de 54,5 %.
Sur ces 1 685 actifs de 15 ans ou plus ayant un emploi, 393 travaillent dans la commune, soit 23 % des habitants. Pour se rendre au travail, 88,3 % des habitants utilisent un véhicule personnel ou de fonction à quatre roues, 2,1 % les transports en commun, 6 % s'y rendent en deux-roues, à vélo ou à pied et 3,6 % n'ont pas besoin de transport (travail au domicile).

### Activités hors agriculture

#### Secteurs d'activités
322 établissements sont implantés  à Maraussan au 31 décembre 2019. Le tableau ci-dessous en détaille le nombre par secteur d'activité et compare les ratios avec ceux du département,.
| Secteur d'activité                                                                                        | Commune | Commune | Département |
| Secteur d'activité                                                                                        | Nombre  | %       | %           |
| --- | ------- | ------- | ----------- |
| Ensemble                                                                                                  | 322     | 100 %   | (100 %)     |
| Industrie manufacturière, industries extractives et autres                                                | 29      | 9 %     | (6,7 %)     |
| Construction                                                                                              | 62      | 19,3 %  | (14,1 %)    |
| Commerce de gros et de détail, transports, hébergement et restauration                                    | 89      | 27,6 %  | (28 %)      |
| Information et communication                                                                              | 7       | 2,2 %   | (3,3 %)     |
| Activités financières et d'assurance                                                                      | 7       | 2,2 %   | (3,2 %)     |
| Activités immobilières                                                                                    | 16      | 5 %     | (5,3 %)     |
| Activités spécialisées, scientifiques et techniques et activités de services administratifs et de soutien | 43      | 13,4 %  | (17,1 %)    |
| Administration publique, enseignement, santé humaine et action sociale                                    | 39      | 12,1 %  | (14,2 %)    |
| Autres activités de services                                                                              | 30      | 9,3 %   | (8,1 %)     |

Le secteur du commerce de gros et de détail, des transports, de l'hébergement et de la restauration est prépondérant sur la commune puisqu'il représente 27,6 % du nombre total d'établissements de la commune (89 sur les 322 entreprises implantées  à Maraussan), contre 28 % au niveau départemental.

#### Entreprises et commerces
Les cinq entreprises ayant leur siège social sur le territoire communal qui génèrent le plus de chiffre d'affaires en 2020 sont : 
- Les Sablieres Du Littoral, exploitation de gravières et sablières, extraction d'argiles et de kaolin (6 516 k€) ;
- Societe Etancheite Technique, travaux d'étanchéification (2 219 k€) ;
- SAS Electricite Service, travaux d'installation électrique dans tous locaux (1 802 k€) ;
- Caveaux D'enserune, autres commerces de détail alimentaires en magasin spécialisé (798 k€) ;
- Savo, commerce d'alimentation générale (469 k€).

### Agriculture
La commune est dans la « Plaine viticole », une petite région agricole occupant la bande côtière du département de l'Hérault. En 2020, l'orientation technico-économique de l'agriculture  sur la commune est la viticulture.
|               | 1988 | 2000 | 2010 | 2020 |
| ------------- | ---- | ---- | ---- | ---- |
| Exploitations | 185  | 106  | 39   | 47   |
| SAU (ha)      | 985  | 889  | 838  | 906  |

Le nombre d'exploitations agricoles en activité et ayant leur siège dans la commune est passé de 185 lors du recensement agricole de 1988  à 106 en 2000 puis à 39 en 2010 et enfin à 47 en 2020, soit une baisse de 75 % en 32 ans. Le même mouvement est observé à l'échelle du département qui a perdu pendant cette période 67 % de ses exploitations,. La surface agricole utilisée sur la commune a également diminué, passant de 985 ha en 1988 à 906 ha en 2020. Parallèlement la surface agricole utilisée moyenne par exploitation a augmenté, passant de 5 à 19 ha.

## Culture locale et patrimoine

### Lieux et monuments
- Église de la Trinité de Maraussan.
- Le château de Perdiguier date de la fin du XIIIe siècle et a été agrandi aux XVIIe et XVIIIe siècles. Il est inscrit à l'inventaire des monuments historiques[44].
- La chapelle Notre-Dame-de-la-Providence date du XIXe siècle.
- La casse Ford, la plus grande de France.
- Les Vignerons Libres est une cave coopérative fondée en 1905. Certains éléments sont protégés au titre des monuments historiques[45].
- Le pont de Tabarka est un pont métallique fin du XIXe siècle de type Eiffel qui enjambe l'Orb. Construit lors de la création de la voie ferrée Béziers-Saint-Chinian des Chemins de fer de l'Hérault. Il fut transformé dans les années soixante-dix pour permettre le passage des voitures après la fermeture de la liaison ferroviaire en 1968. À cette occasion, il fut doté d'une passerelle piétonne sur son côté amont.
- Le château d'eau est un ancien réservoir qui capte l'eau d'une source souterraine vers le chemin de la Grotte, pour l'acheminer à la fontaine du lavoir par une galerie souterraine toujours en service.

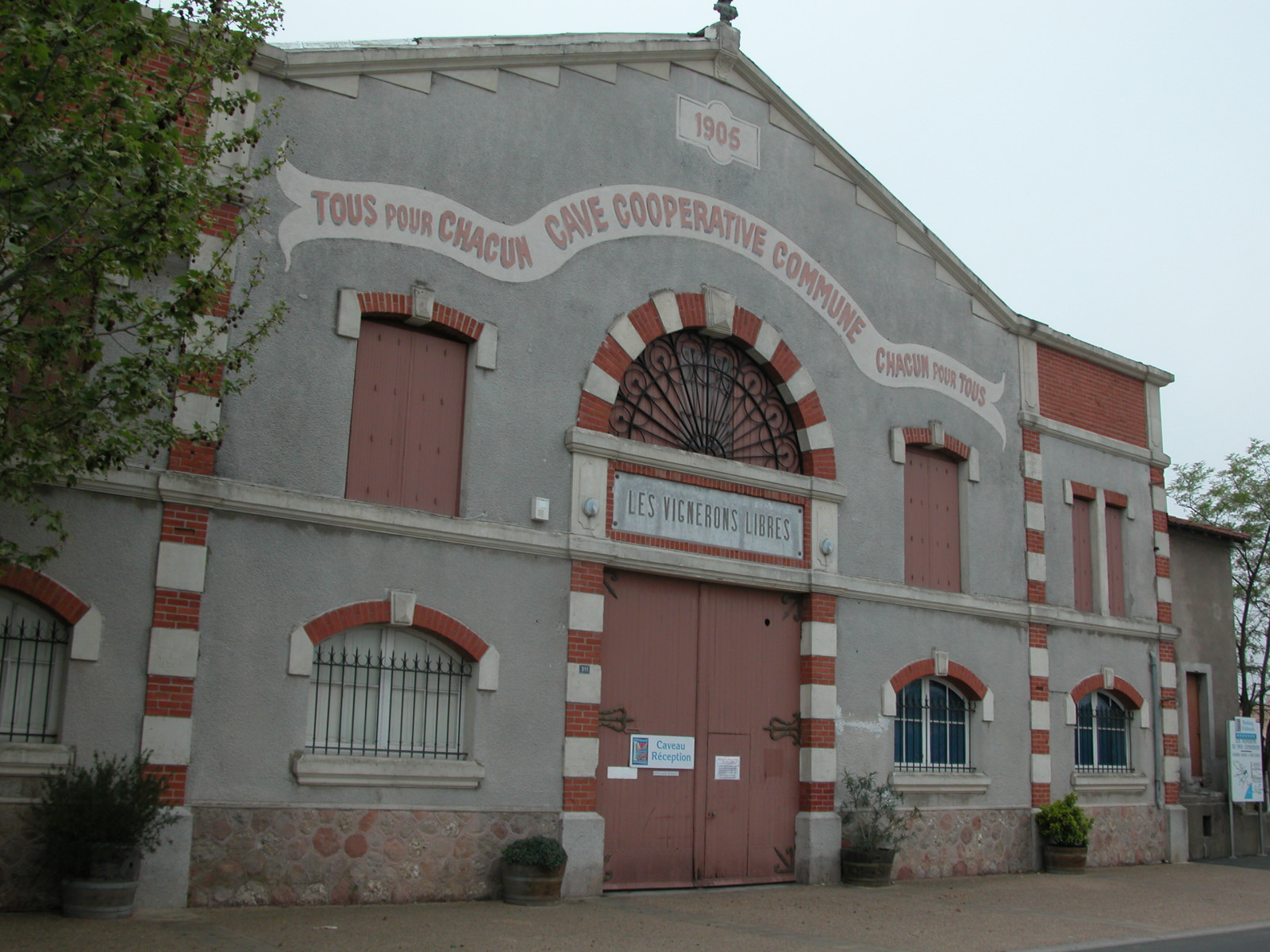
La cave coopérative.
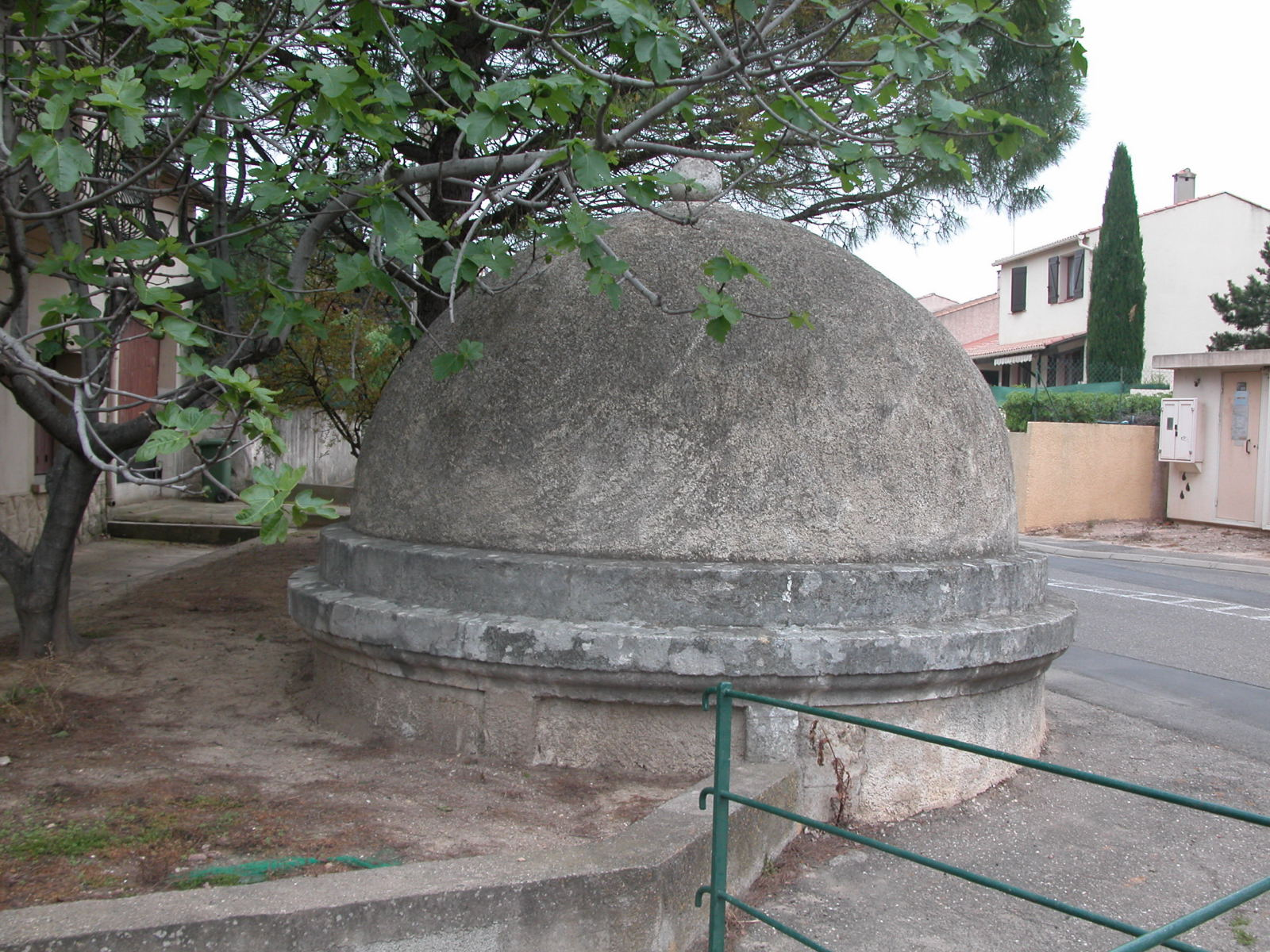
Le château d'eau.
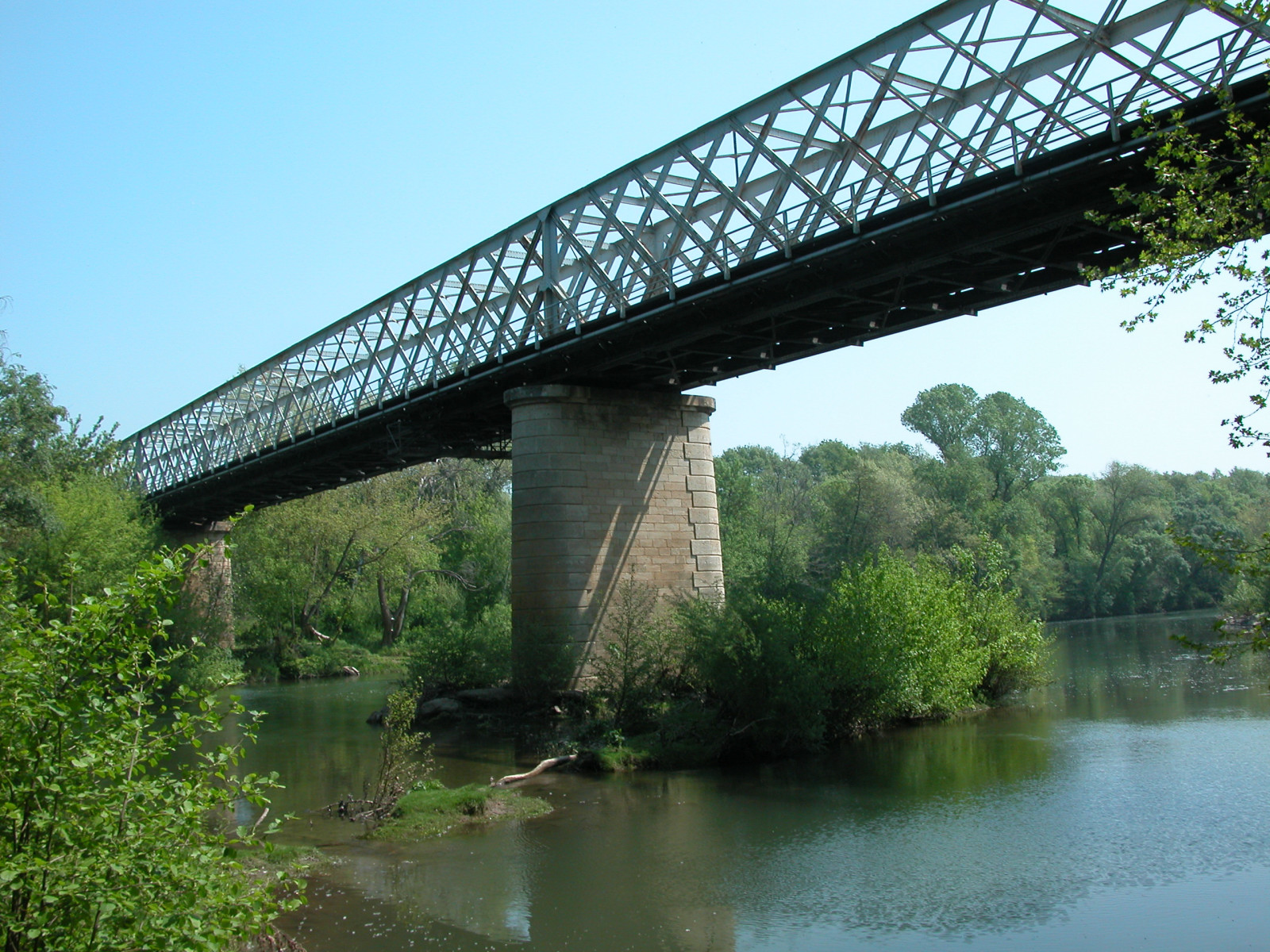
Le pont de Tabarka sur l'Orb.
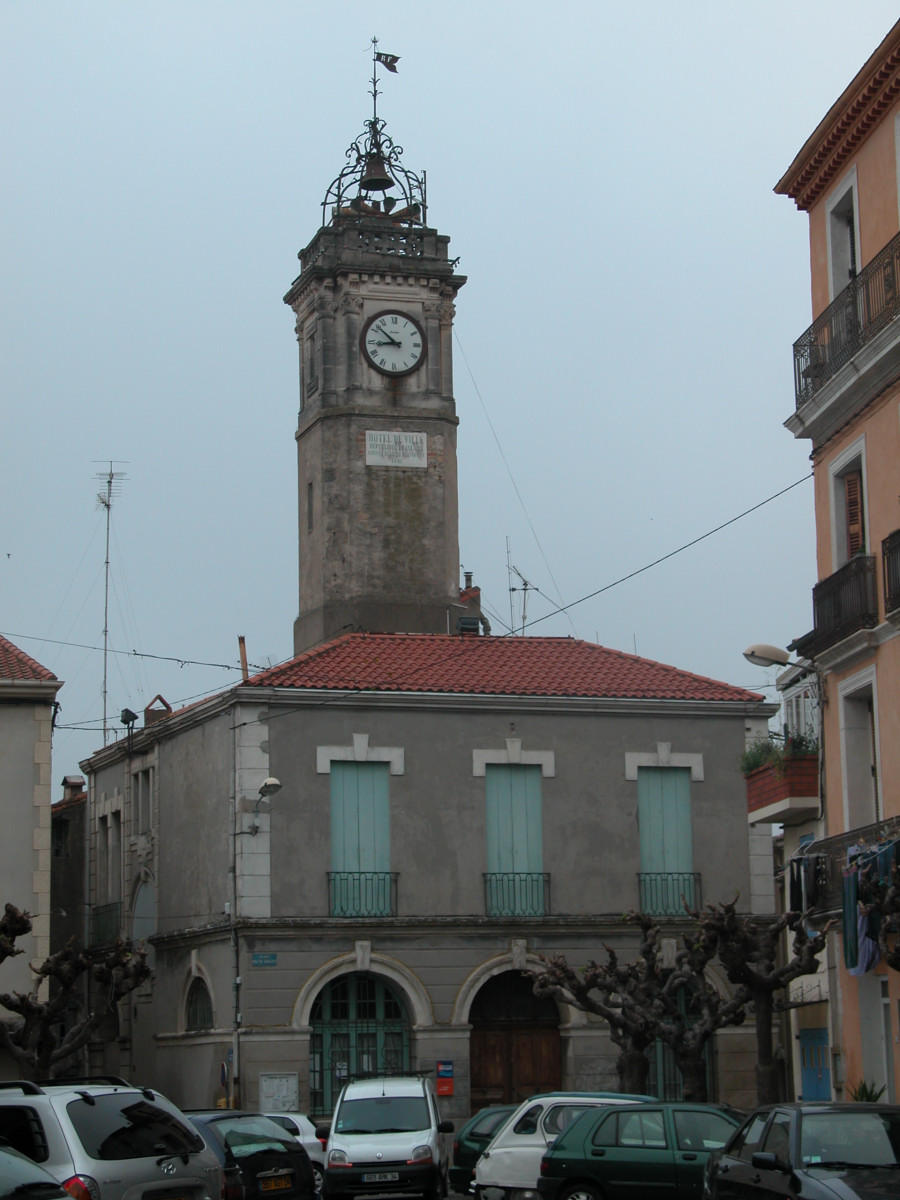
L'ancienne mairie.
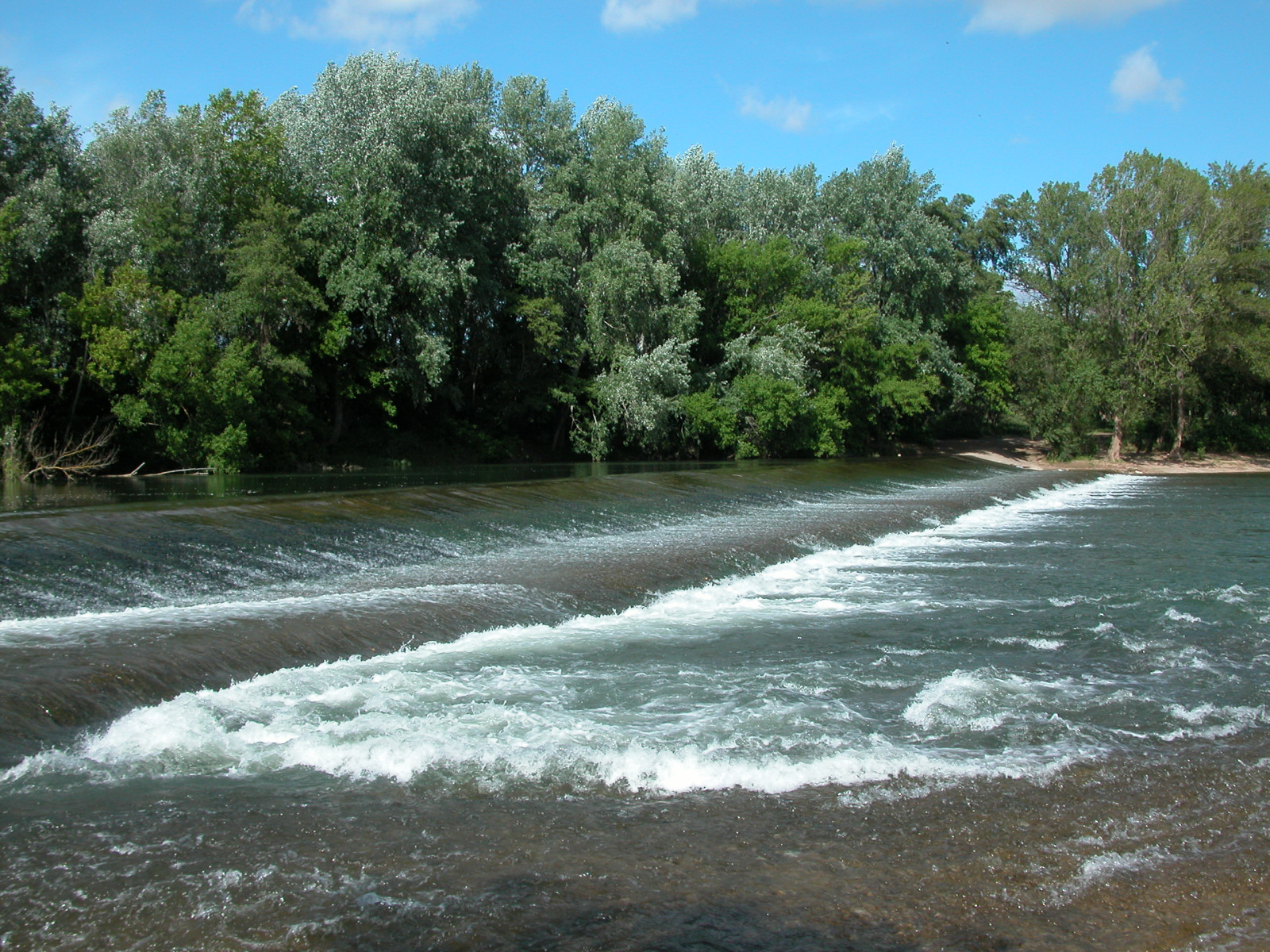
La digue sur l'Orb.
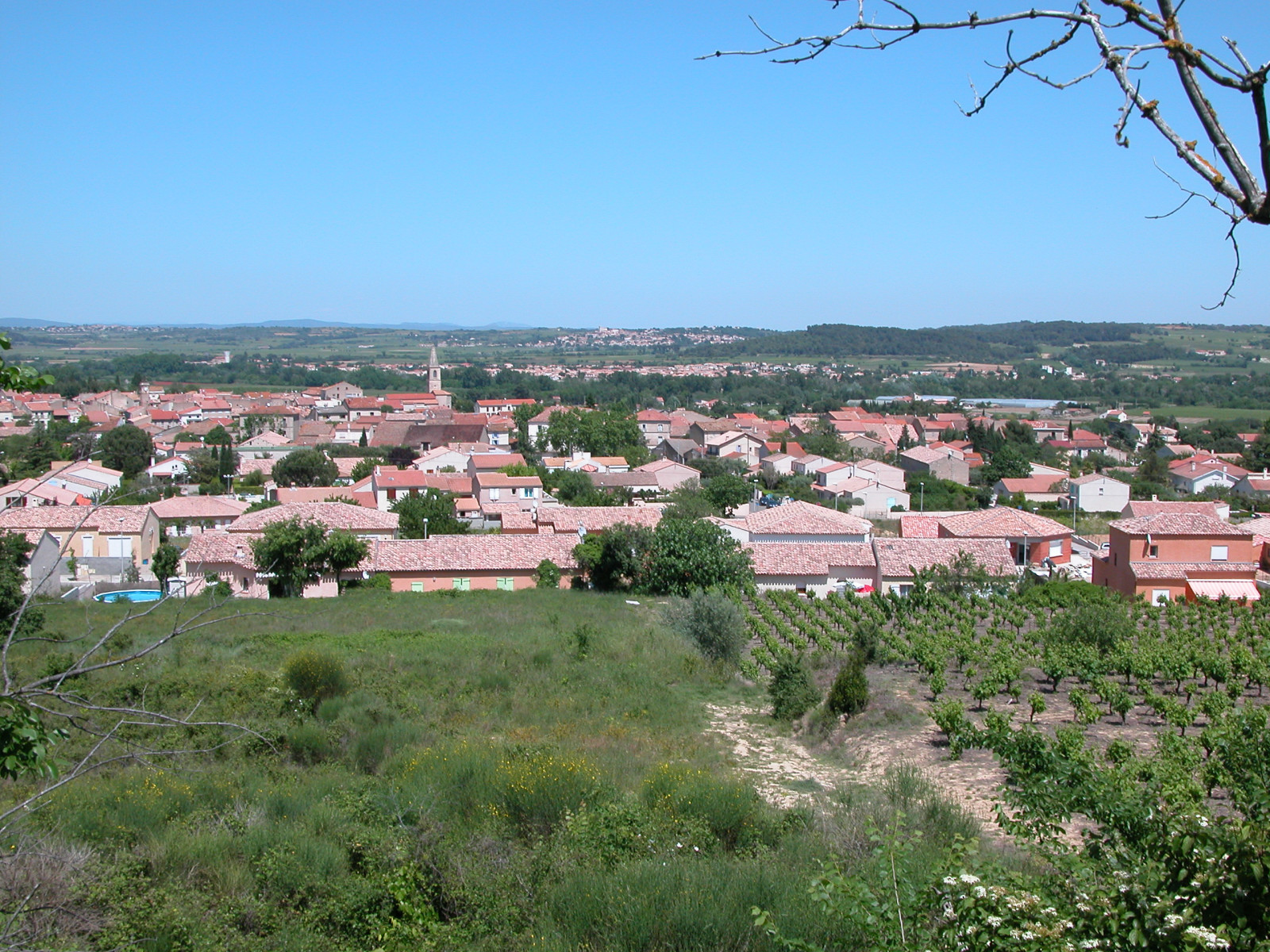
Vue depuis le Pech.
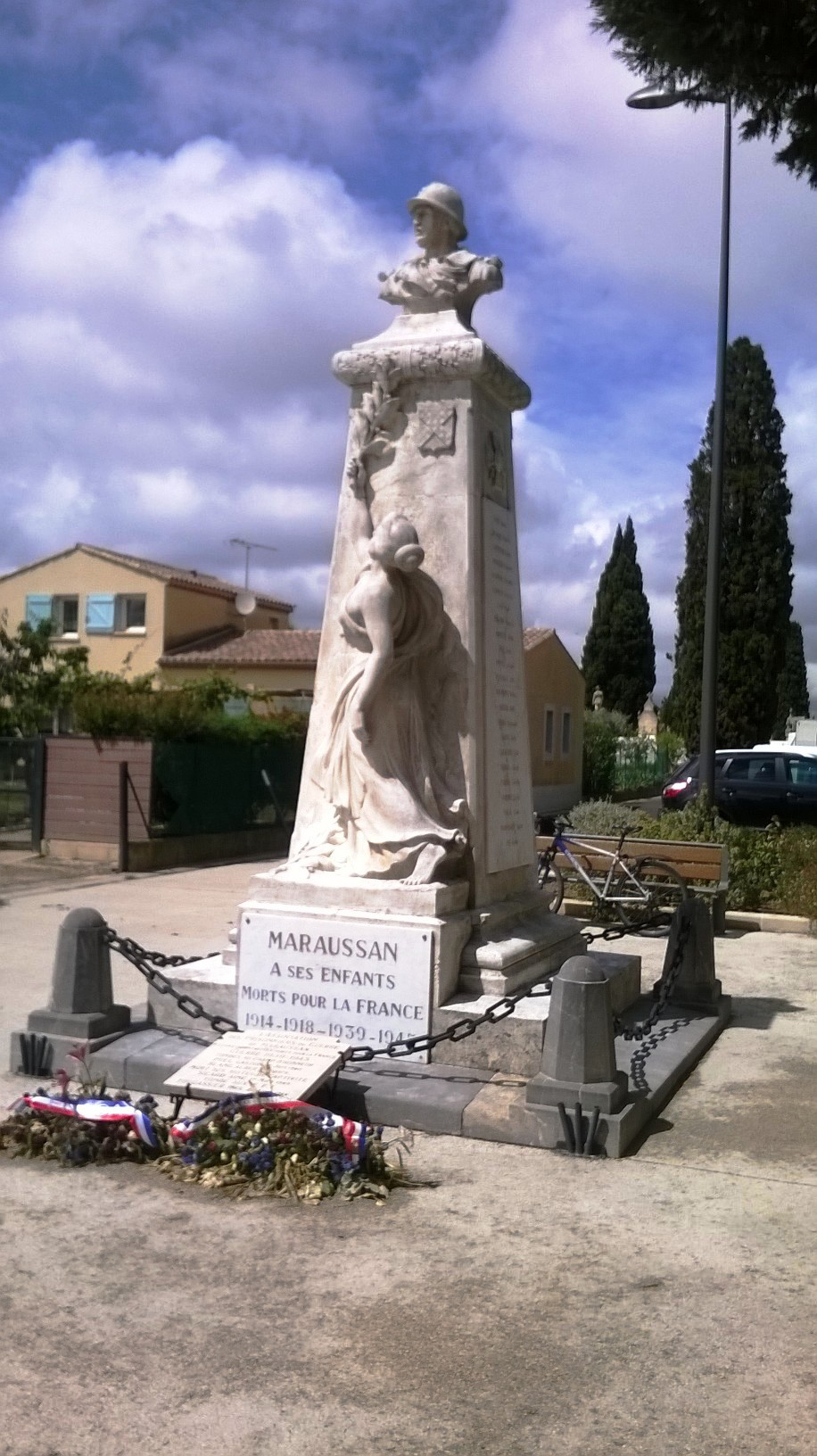
Monument aux morts.
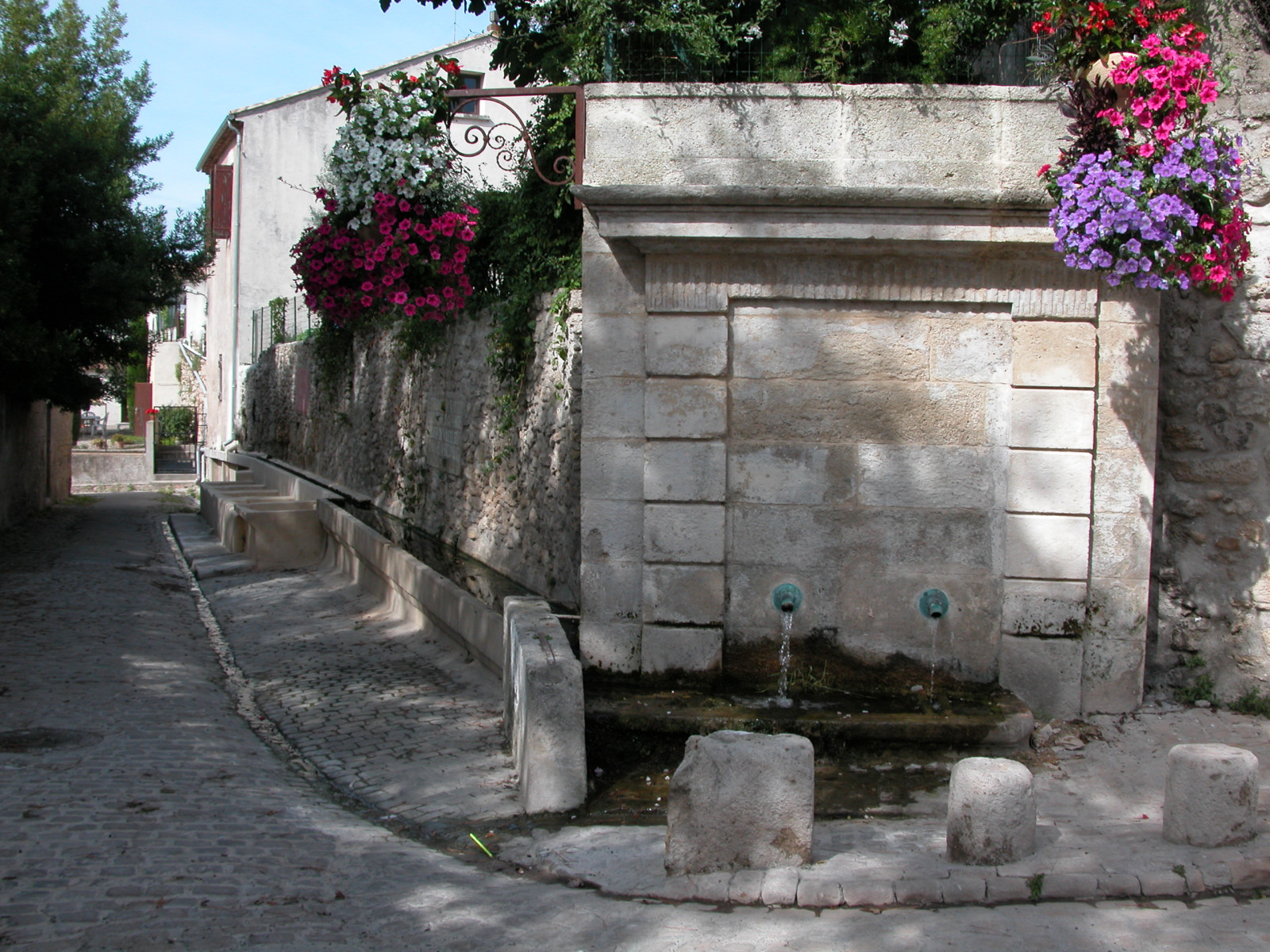
La fontaine, l'ancien abreuvoir à chevaux et le lavoir.
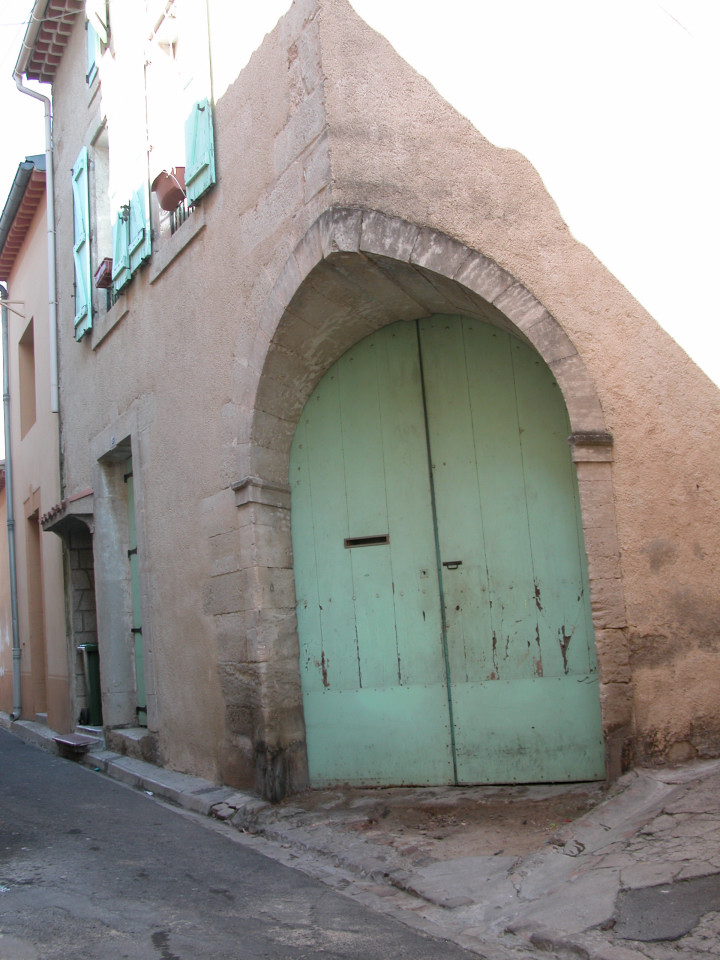
Ancien portail en angle.
- Le Chateau de Perdiguier.

### Personnalités liées à la commune
- Général Ulysse-Casimir Balaman (1839-1914) : polytechnicien, ancien président du comité technique de l’artillerie, a participé à la révision de l’affaire Dreyfus en 1904[46].
- Jean Jaurès se rendit à Maraussan en mai 1905 pour y visiter le chantier de la première cave viticole de France « Les Vignerons libres », il publia dans L'Humanité le récit de sa visite[47].
- Fernand Arcas, alias Arnal, chef de la résistance locale (Groupe Arnal).

### Héraldique
|  | Les armoiries de Maraussan se blasonnent ainsi : De sinople, au sautoir losangé d'argent et de gueules. |